# Стецюн Микола Григорович
Стецюн Микола Григорович (* 28 червня 1942, м. Бахмут (Артемівськ)) — сучасний український композитор, музичний педагог, диригент, громадський діяч, член Національної спілки композиторів України. Заслужений діяч мистецтв України.

## Творча біографія
У 1969 році закінчив факультет народних інструментів Харківського інституту мистецтв (викладач В. Міхеліс), у 1973 — клас композиції професора І. Ковача.
- 1961–1964 — викладач Слов'янського педагогічного інституту;
- 1969–1972 — викладач Харківського культ-освітнього училища;
- 1972–1975 — керівник естрадного оркестру Харківського Палацу будівельників,
- 1975–1979 — викладач в Харківському інституті мистецтв та художній керівник ансамблю народних інструментів в Харківській обласній філармонії,
- 1979 — художній керівник в Харківській обласній філармонії,
- 2004 — Голова Харківської обласної організації Національної Спілки композиторів України.

Перша премія вокально-хорового конкурсу (Київ, 1997).
Муніципальна премія ім. І. Слатіна (2000).
Член Національної Спілки композиторів України (1976). 
Заслужений діяч мистецтв України (1996).

## Твори

### Основні твори
- Кантата для хору та симфонічного оркестру 35 (1973)
- «Молодіжна увертюра» для симфонічного оркестру (1974)
- Концерт для гітари з оркестром «Іспанський» 18' (1997)
- Варіації для гітари з оркестром на тему А. Коррелі 12' (1999)
- Варіації на т. М. Преторіуса для гітари з оркестром 12' (2000)
- «Слобожанська увертюра» 5' для симфонічного оркестру (2004)

### Камерні твори
- Квартет у 3-х ч. 17' (1976)
- Соната для фортепіано 8' (1975);

### Для народних інструментів
- Лірична фантазія на тему П. Гайдамаки "Калинонька" (1980)
- Елегія Гнату Хоткевичу (2003) для оркестру народних інструментів
- Сюїта для оркестру народних інструментів на українські теми (1970)
- Концертіно для домри та баяна з оркестром (1972)
- Скерцо для домри з фортепіано (1969)
- Рапсодія для цимбал з оркестром 15' (2005)
- Фантазія для альта з оркестром 18' (2000)
- Фантазія для тромбону з оркестром 10' (2001)

### Для дітей
- Мюзикл «Ах та горішок» (1983)
- Мюзикл «Гаврош» (1983)
- Оперета для дітей «Котигорошко» 80' (1996)
- Дитяча опера «Коли звірі говорили» за казками І.Франка 60' (1998)

### Пісні
Пісні (близько 200), у тому числі
- «Криниченька», «Земле моя, земле», "Золушка", «Тільки вишні», «Разговор с городом» на вірші Ю. Петренка, Б. Олійника, Б. Окуджави, Ю. Ентіна та ін.

### Інше
- Вокальний цикл «Восточные романсы» на вірші О. Сулейменова 17' (1990);
- Музика до театральних вистав